# La Encarnación (Santa Cruz de La Palma)
La Encarnación es un barrio de la ciudad de Santa Cruz de La Palma (Canarias, España). La sección censal del barrio incluye también los núcleos de la Barriada de Las Nieves, El Carmen, Maldonado y San Fernando (Explanadas), sumando en total una población de 969 habitantes en 2024.

## Toponimia
La Dehesa de La Encarnación era el topónimo que aludía a toda el área geográfica de la zona. En la actualidad, el primero de ellos referencia al conjunto de caseríos rurales situados en el lomo, y el segundo al barrio ubicado dentro del núcleo urbano de la ciudad. El nombre del barrio procede de su patrona católica, la Virgen de la Encarnación, cuya advocación alude a la fundación de la ciudad tras la Conquista de La Palma.

## Geografía
La Encarnación se encuentra en el tramo inferior del lomo que separa los barrancos de Las Nieves y El Carmen, límites sur y norte respectivamente. El tramo superior se corresponde con el barrio rural de La Dehesa. Dicho lomo está dividido en dos lomas separadas por una barranquera: la del norte constituye el Lomo de Machado (continuación del Lomo del Centro) y la del sur se corresponde con el Llano de La Encarnación. Por el este, el lomo alcanza la costa en un antiguo acantilidado, en cuya fajana se asientan las poblaciones costeras de las Explanadas y Maldonado.
| Noroeste: Lomo del Centro | Norte: Mirca    |                        |
| Oeste: El Planto          |                 | Este: Océano Atlántico |
| Suroeste: Benahoare       | Sur: La Alameda |                        |

## Historia
Ubicado en el bando prehispánico de Tedote, La Dehesa de la Encarnación forma parte del núcleo original de fundación de la ciudad de Santa Cruz de La Palma en 1493. Los indígenas utilizaban las cuevas existentes en las laderas de los barrancos como habitación o enterramiento. En el risco izquierdo del barranco de Las Nieves abundan las cuevas naturales, destacando por su amplitud la denominada cueva de Carías, residencia del último jefe indígena Betancaize. La ermita de La Encarnación, primera de la ciudad, fue construida antes de 1495, y se levantó en un lugar estratégico, sobre la cueva de Carías, simbolizando la ocupación y evangelización de los conquistadores.
Tras la conquista de la isla, la cueva de Carías se convirtió en la primera sede del Concejo de La Palma, gobierno bajo la administración del conquistador Alonso Fernández de Lugo. Los frailes franciscanos, instalados originalmente en La Encarnación, crearían en 1508 un convento al otro lado del Barranco de Santa Catalina (actual Barranco de Las Nieves). La topografía del lugar dificultaba la conectividad con otras zonas de la isla, lo que probablemente influyó en el traslado posterior del núcleo inicial de la ciudad hacia el sur, con el traslado del Concejo a una nueva edificación en la actual Plaza de España, constituyendo así el actual casco histórico de Santa Cruz.

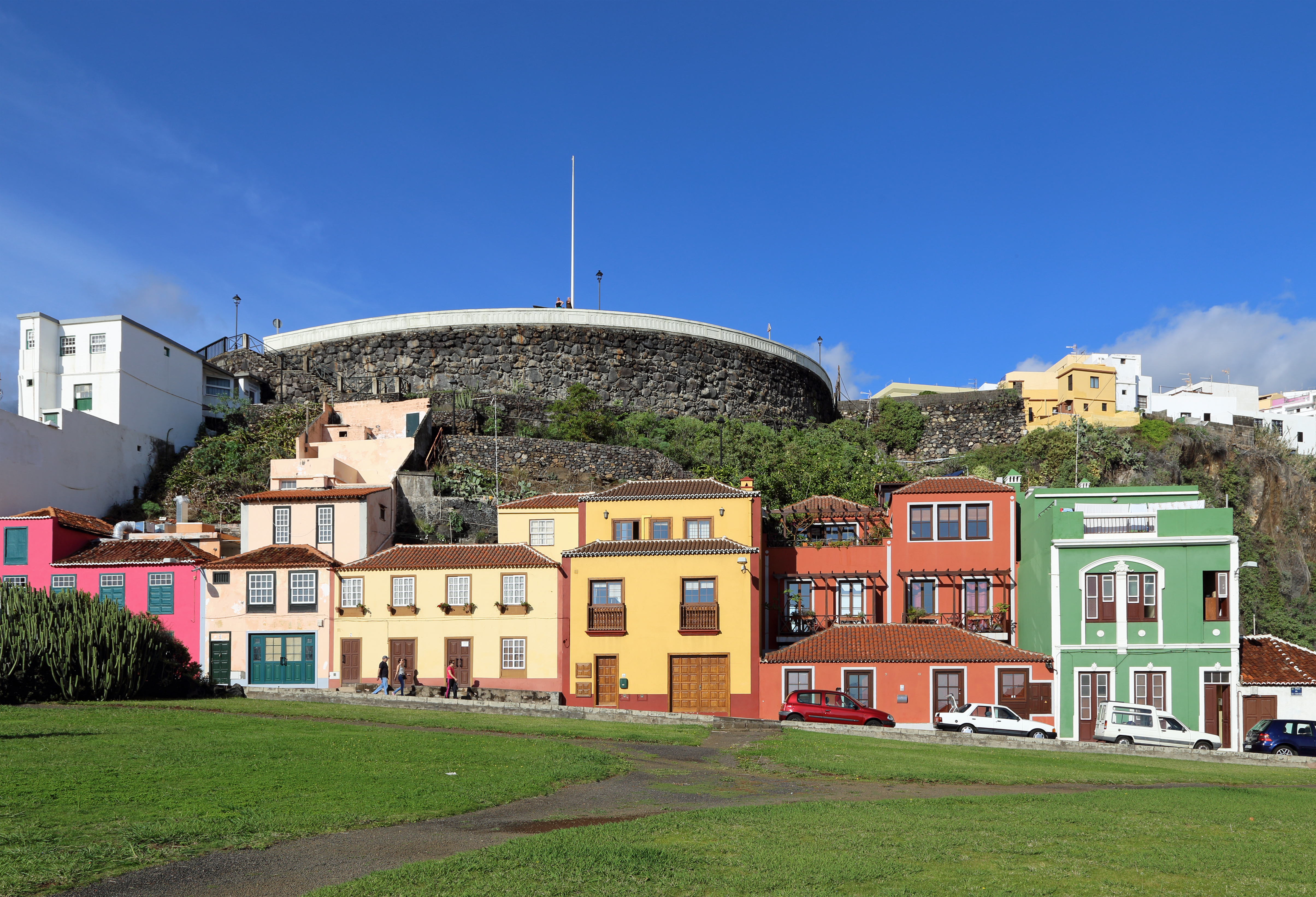
Plaza de San Fernando

Bajo La Encarnación se localizaba el barrio del Cabo, más conocido en la actualidad como San Fernando o las Explanadas. En 1533 el pirata François Le Clerc inició allí su ataque contra la ciudad. En el lugar se contruyó una batería defensiva con un pequeño torreón de sillería de planta semicircular, mientras que el muro, también de sillería, se extendía desde el castillete hasta el risco cercano. Hacia la mitad de la muralla se abría la antigua Puerta Norte de la ciudad, cuyo dintel se desmontó en 1923 para el paso de la carretera general. En el costado sur del bastión y portada, se localiza en la actualidad la plaza de San Fernando.
En 1865 se inauguró la Plaza de La Encarnación, y en 1949 se entregó la Barriada de Las Nieves.